# Kostel svatého Jana Nepomuckého (Nové Mitrovice)
Kostel svatého Jana Nepomuckého je barokní římskokatolický kostel v centru Nových Mitrovic. Od roku 1958 je kostel spolu s barokní márnicí a ohradní zdí hřbitova chráněn jako kulturní památka.

## Historie
Obec Nové Mitrovice je poprvé zmiňována jako osada jménem Hutě v roce 1626. V té době ji tvořilo pouze 8 chýší horníků a hutníků a byla součástí nedalekého Železného Újezdu. Na místě probíhala od začátku 17. století těžba železné rudy a krátce, kolem konce 17. století, i těžba stříbra. Oblast v té době spravoval ze svého sídla ve Spáleném Poříčí rod Vratislavů z Mitrovic. 
Po Mitrovických získala v roce 1715 spálenopoříčské panství hraběnka Anna Polyxena z Clary a Aldringen, rozená des Fours. A právě z její iniciativy došlo, pravděpodobně v roce 1722, k založení nového chrámu. Ten byl ve stylu vrcholného baroka vystavěn zřejmě letech 1722 až 1726 plzeňským architektem Jakubem Augustonem.
V roce 1749 prodala hraběnka Anna celé spálenopoříčské panství Metropolitní kapitole u sv. Víta v Praze, jež kostel vlastnila a spravovala až do doby církevní reformy v roce 1850. Z dostaveb a rekonstrukcí z 19. století pochází kruchta, zvonová stolice a klenba sakristie.

## Stavební podoba
Centrální část kostela tvoří kněžiště vystavěné na osmibokém půdorysu, možná tedy původní kaple. Kněžiště je zaklenuto výraznou osmibokou kopulí s lucernou. Na západě ke kněžišti přiléhá obdélníková loď. Nad ní se na západní straně vypíná hranolová věž s bání. Fasáda na západní straně je vyzdobena sochami světců a kamenným portálem s aliančním znakem Vratislavů z Mitrovic nad hlavním vstupem. Na východě ke kněžišti přiléhá sakristie.
Kostel stojí východní části obce, obklopený ze všech stran hřbitovem. Hřbitov je od obce oddělen barokní ohradní zdí. Přistup je zajištěný vstupními branami na jihu a západu. Severovýchodně od presbytáře kostela se nachází samostatně stojící márnice.

## Interiér kostela
Dominantou interiéru je barokní obraz svatého Jana Nepomuckého na hlavním oltáři, kam byl znovu instalovaný po restaurování v roce 2017.

## Galerie

### Exteriér

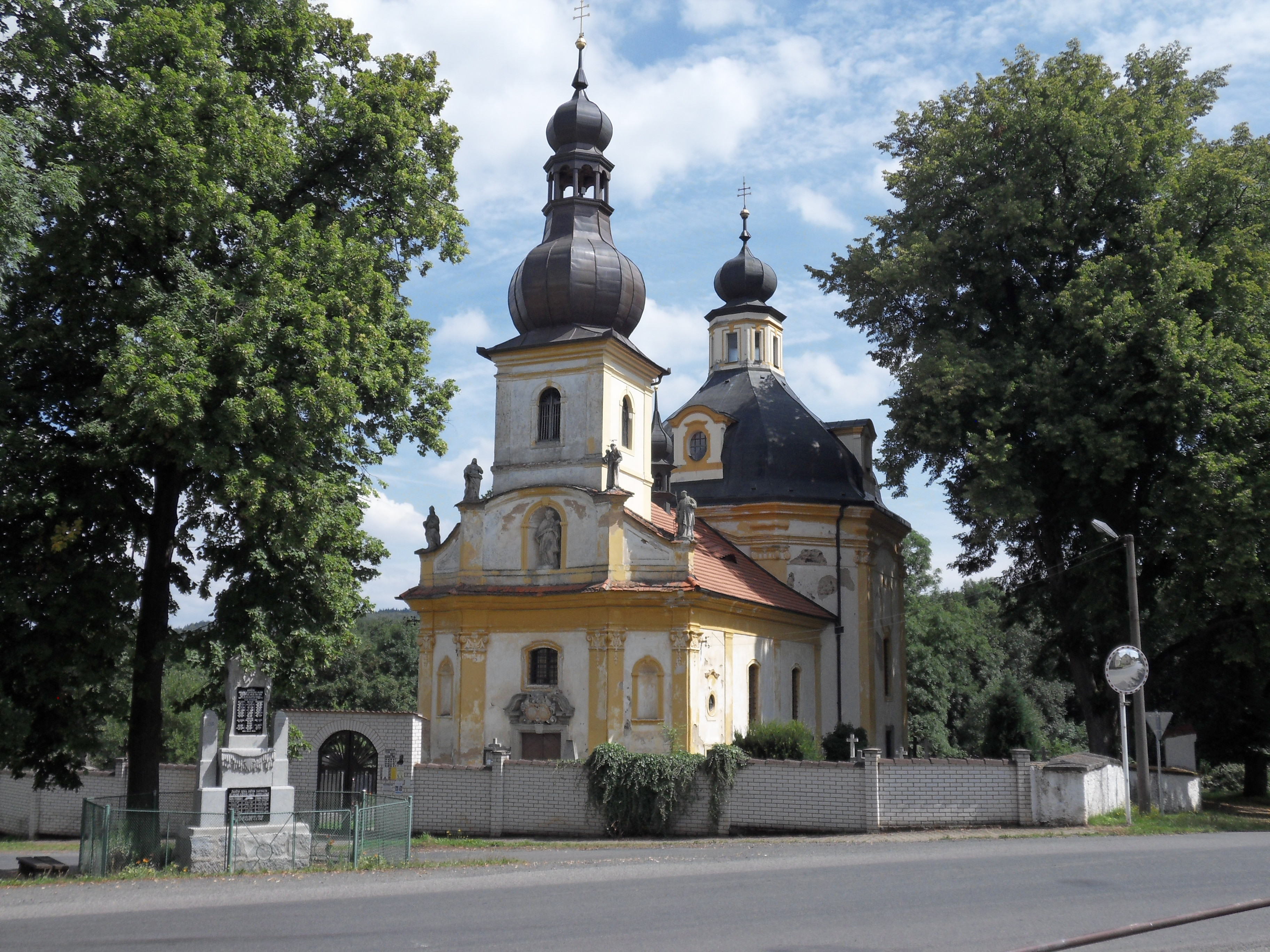
Pohled na kostel od západu
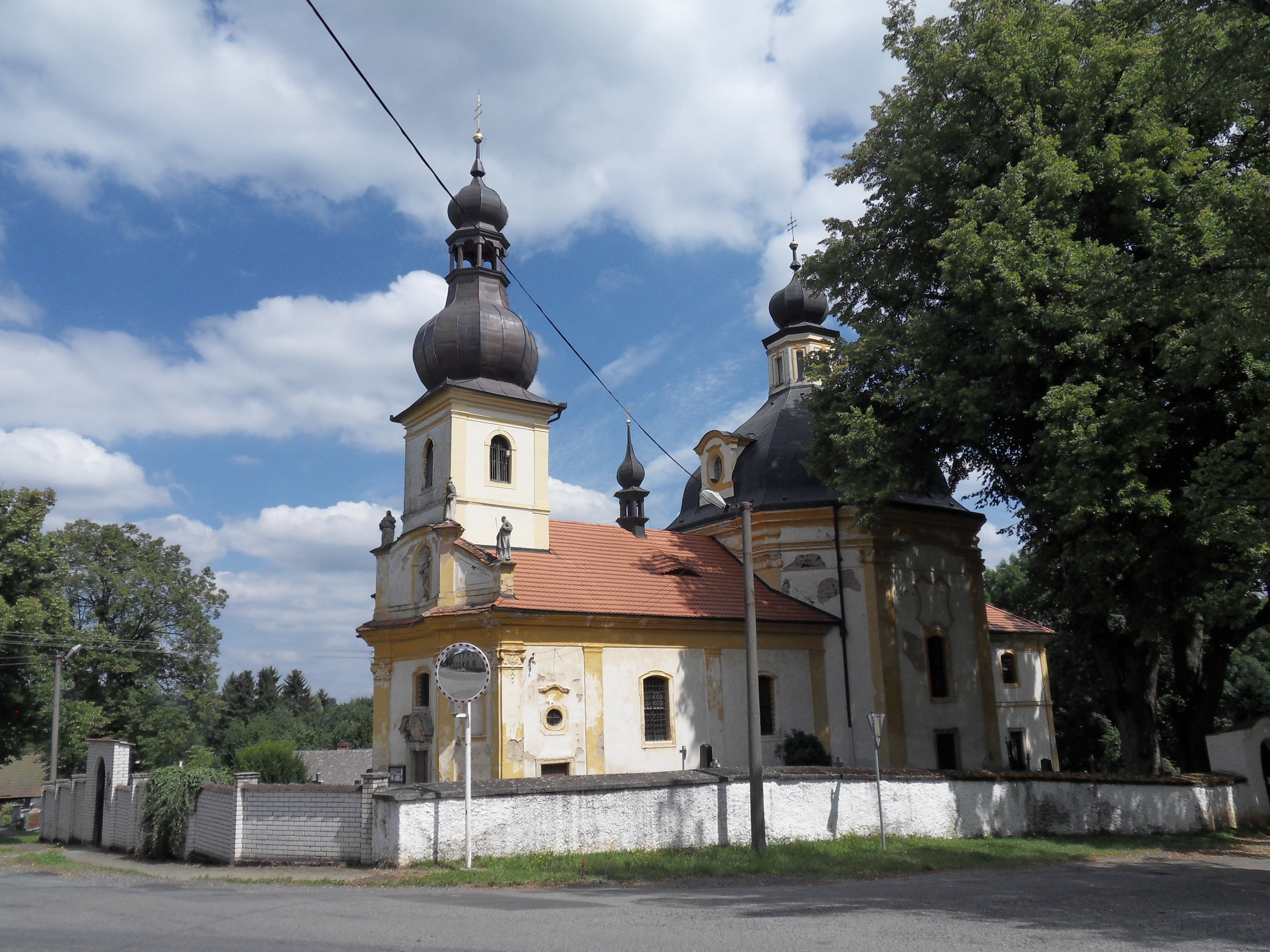
Pohled na kostel od jihozápadu
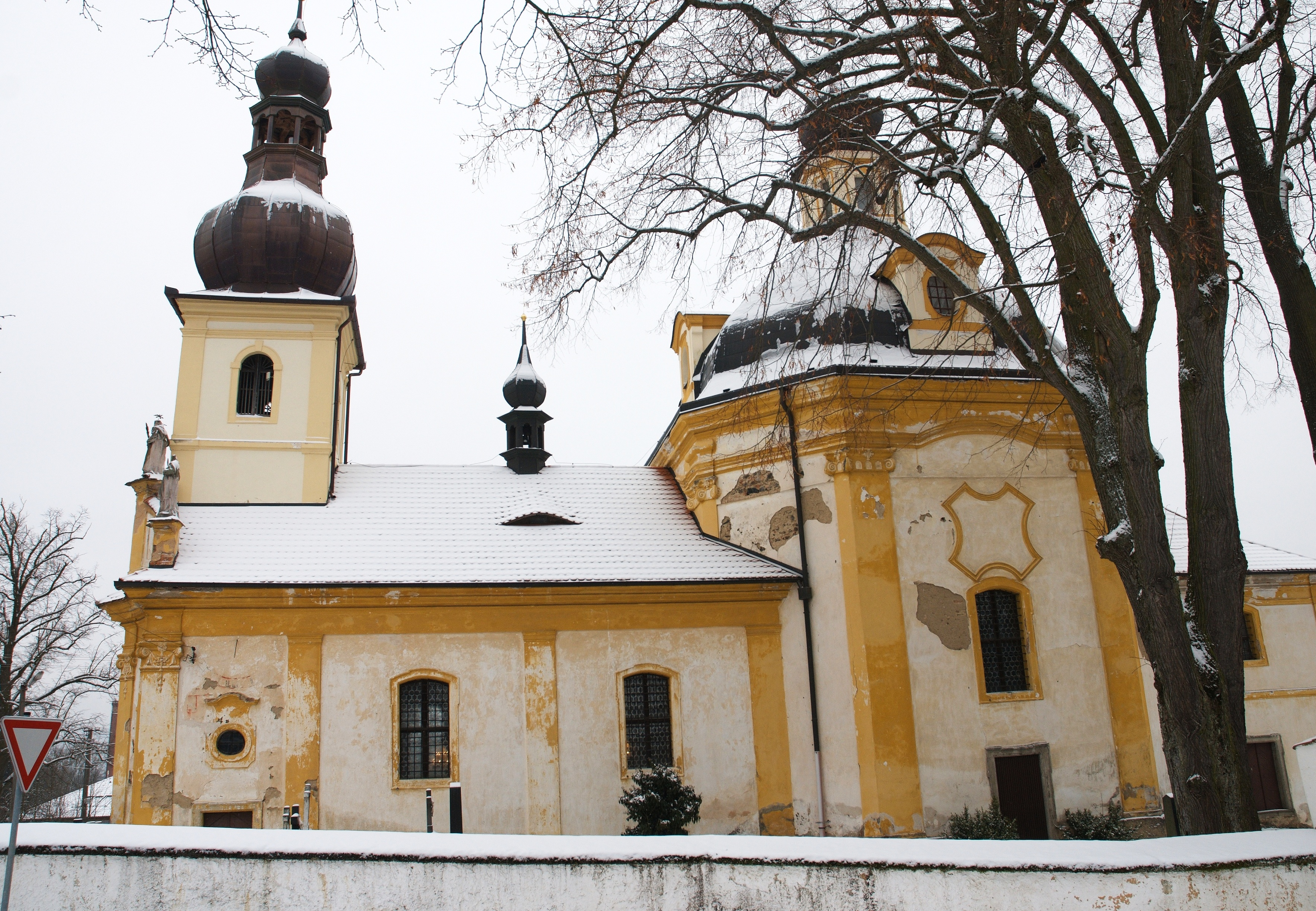
Pohled na sakristii a kostel od jihu
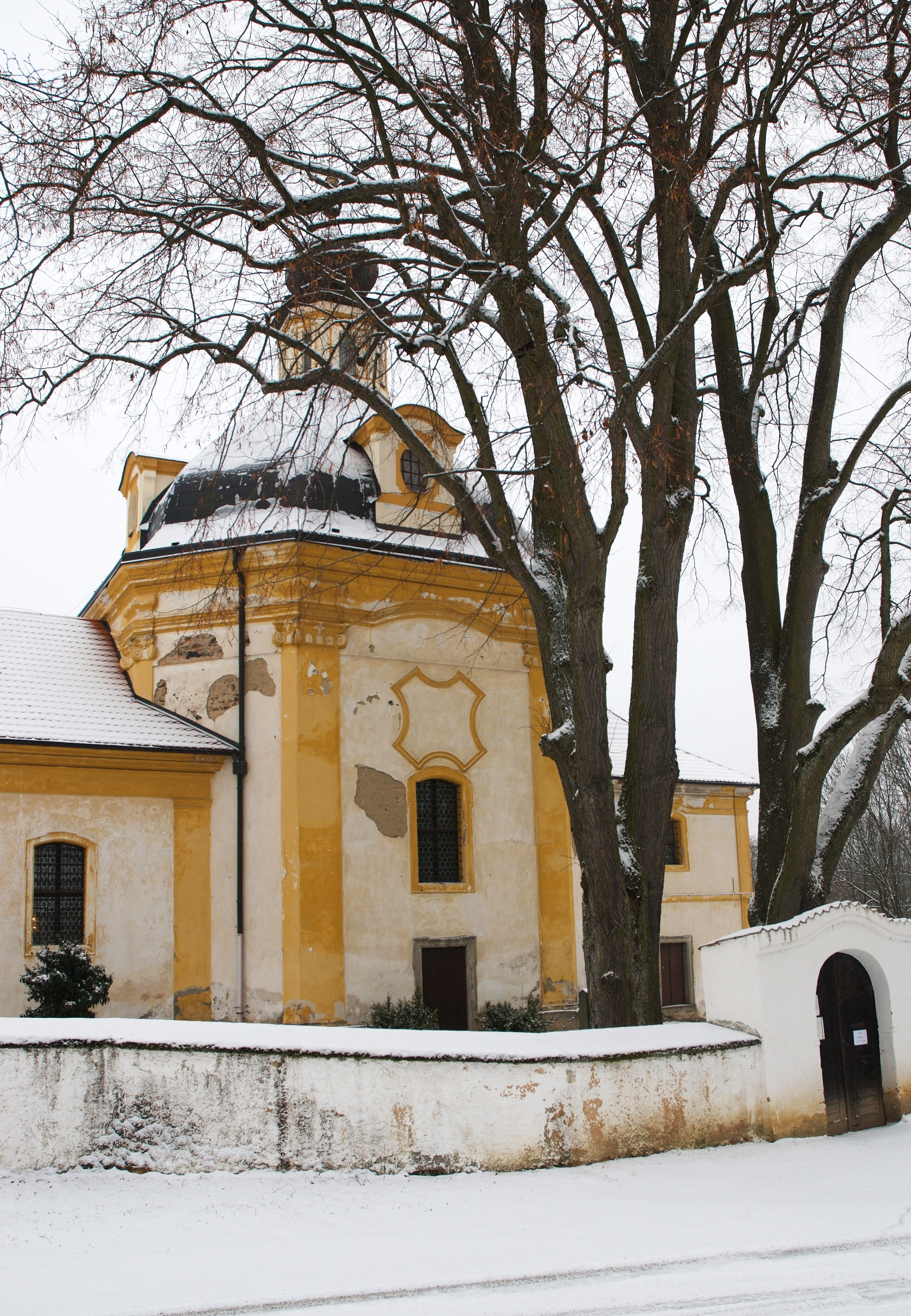
Pohled od jihu na kněžiště a hřbitovní zeď s bránou
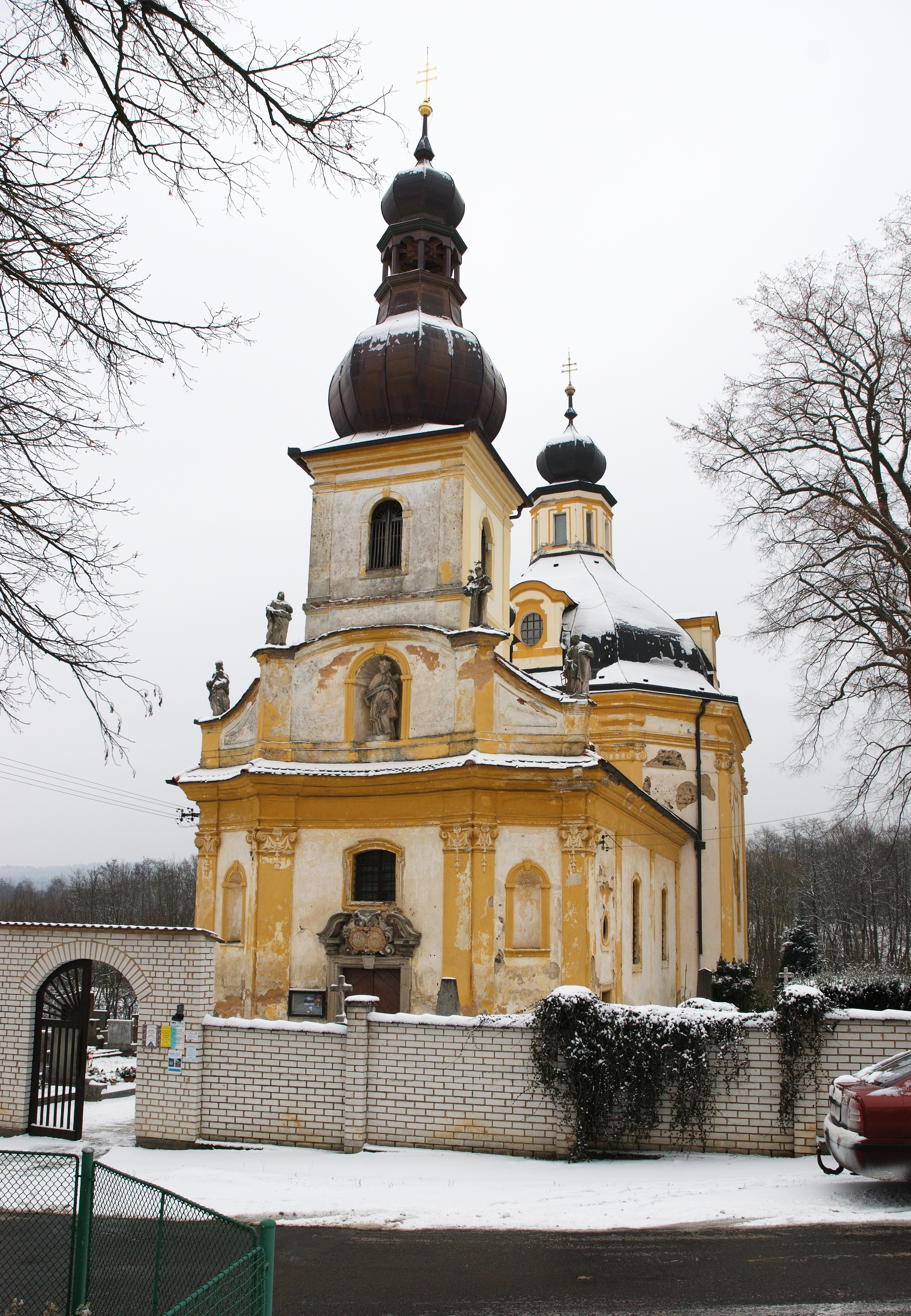
Pohled od západu na kostel a hřbitovní zeď s bránou
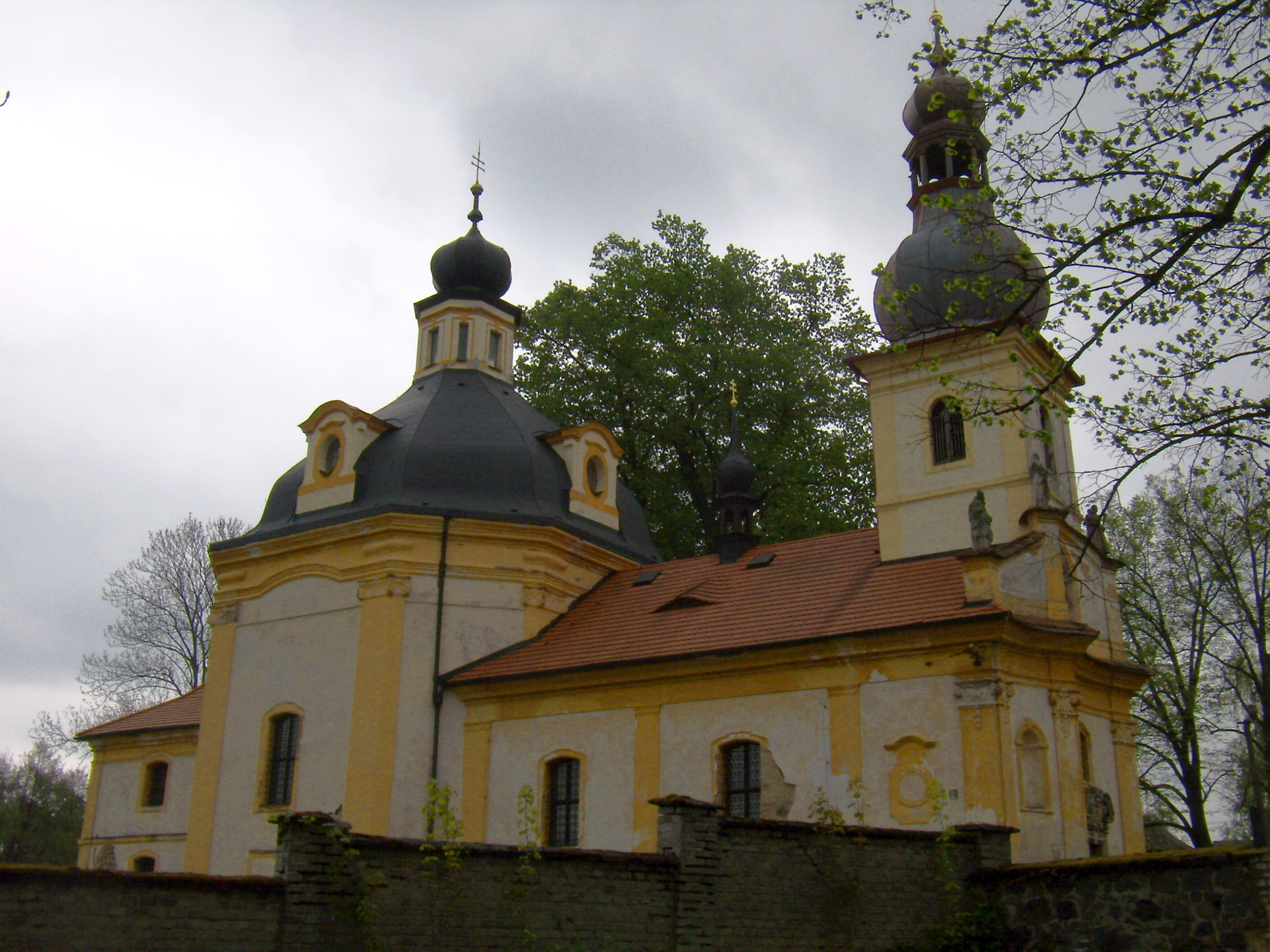
Pohled na kostel od severozápadu
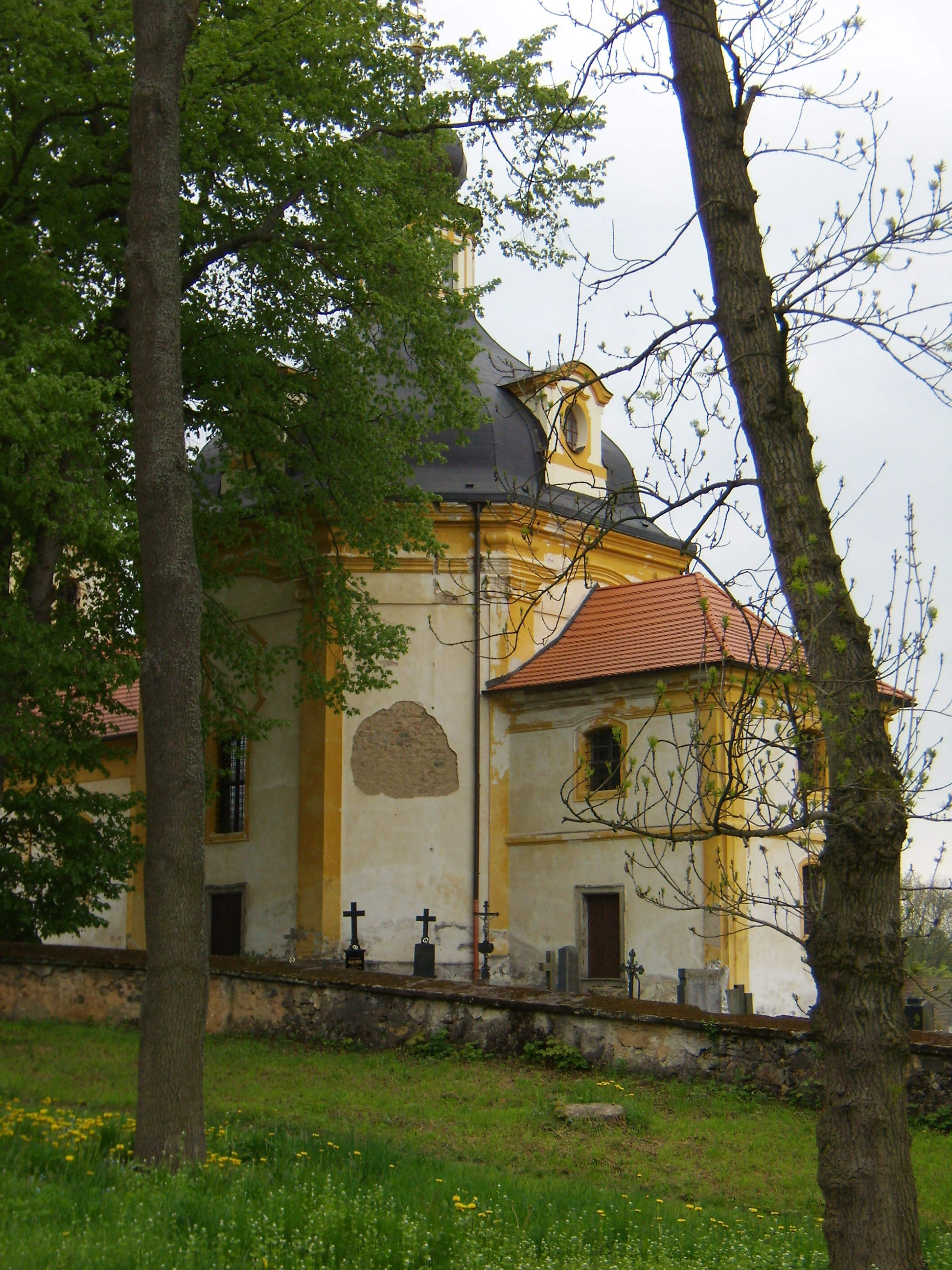
Pohled na sakristii a kostel od jihovýchodu

### Výzdoba fasády a interiér

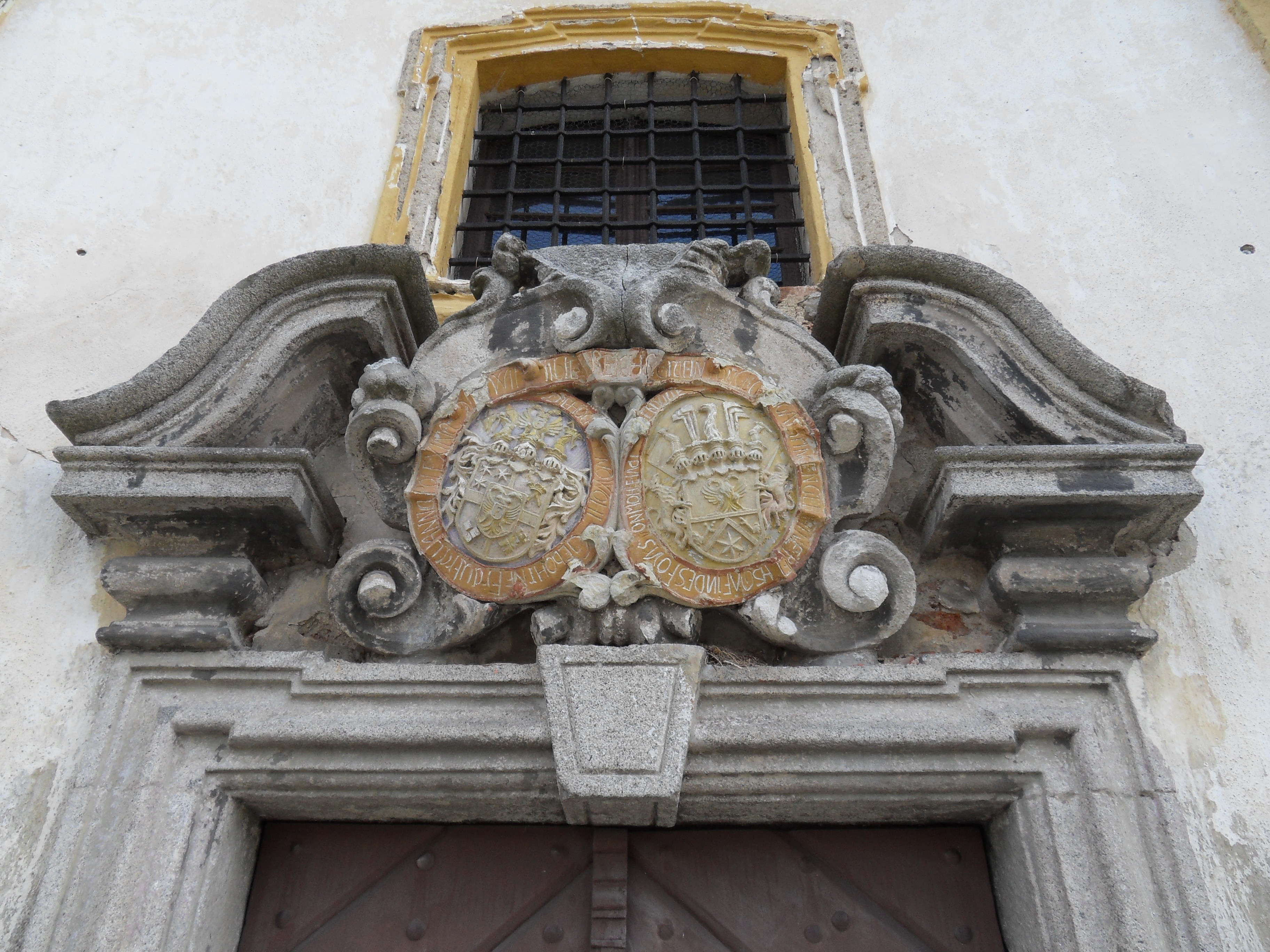
Alianční znak Vratislavů z Mitrovic
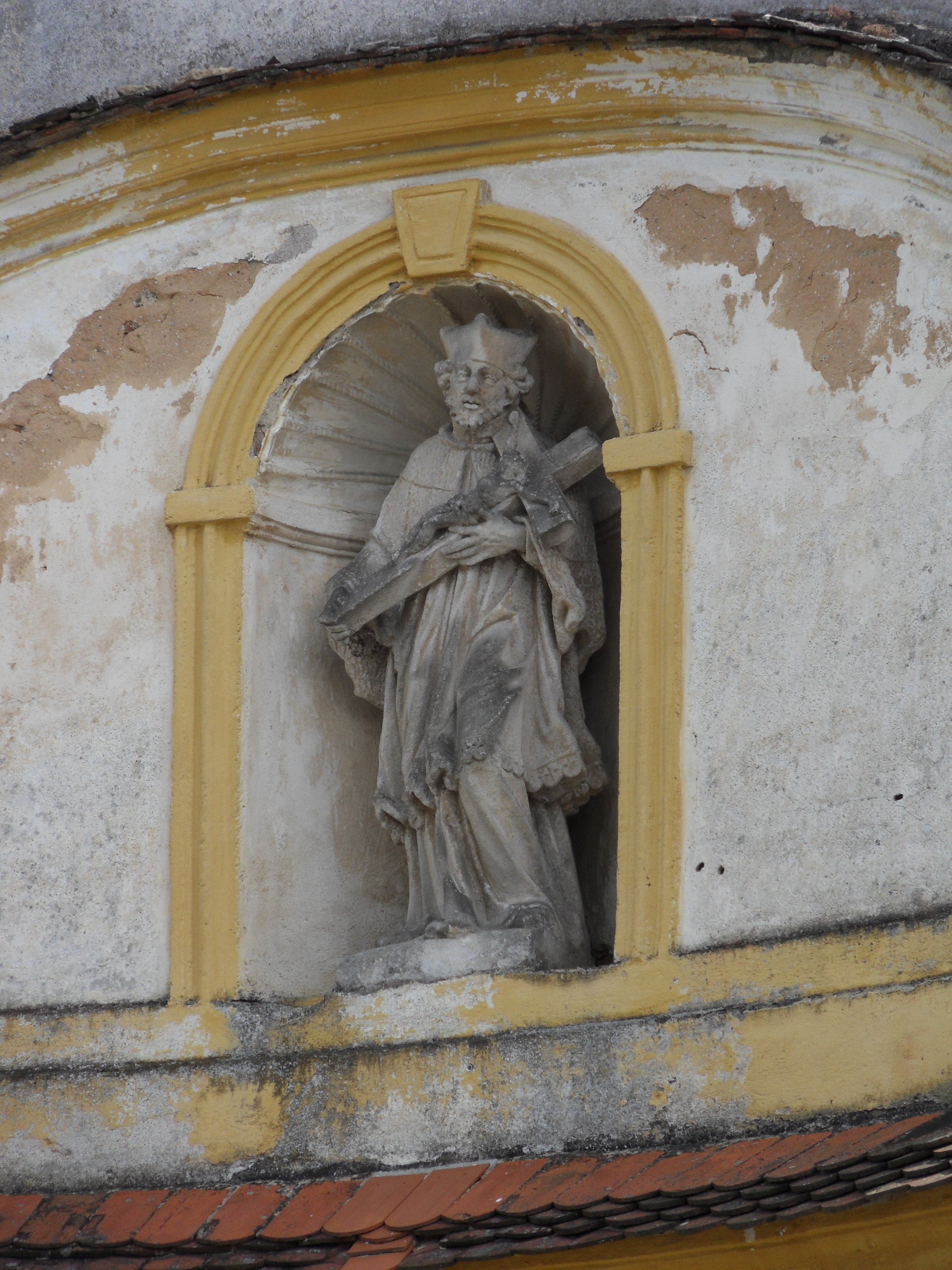
Socha sv. Jana Nepomuckého na západním průčelí
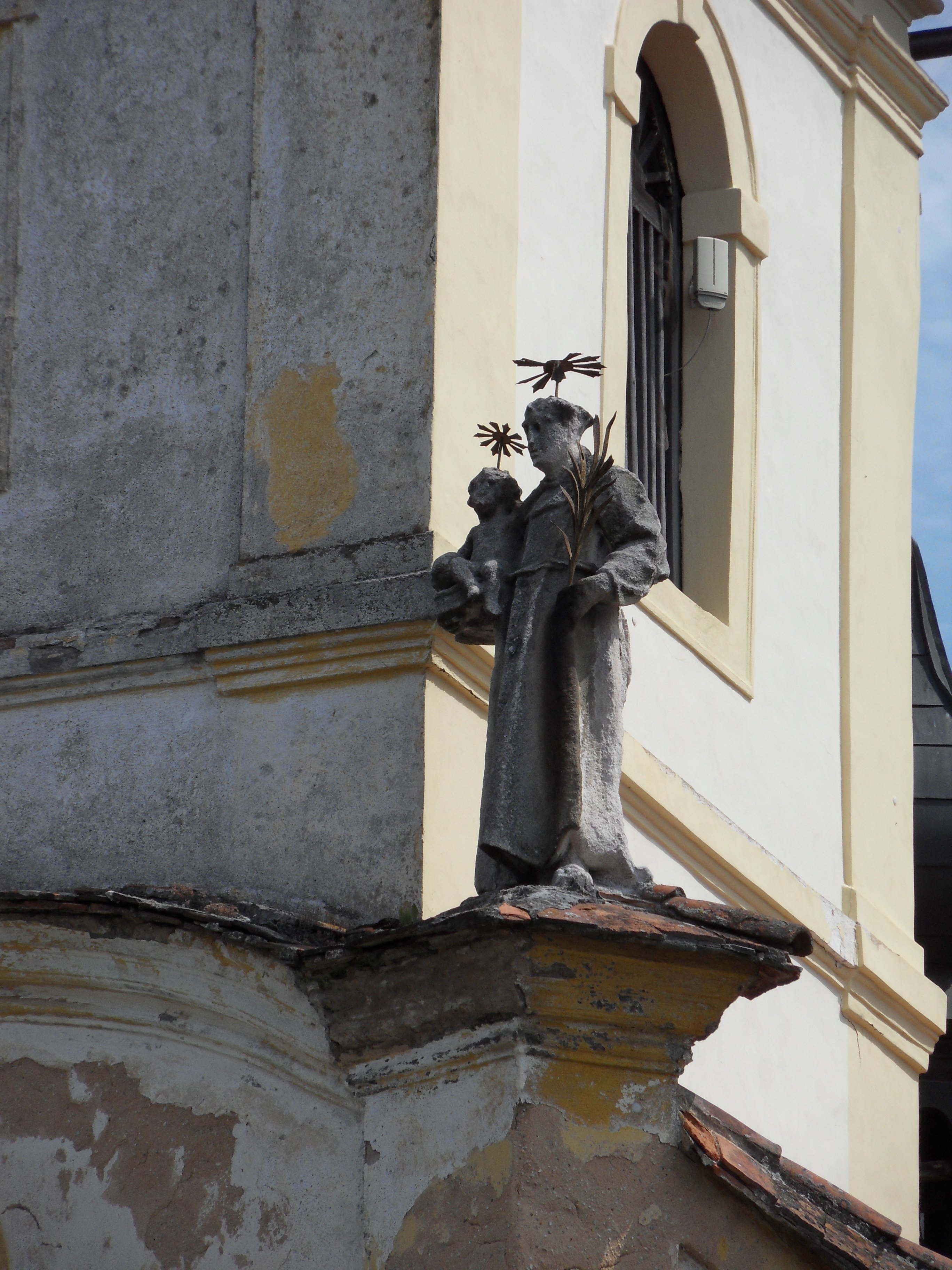
Socha světce na západním průčelí
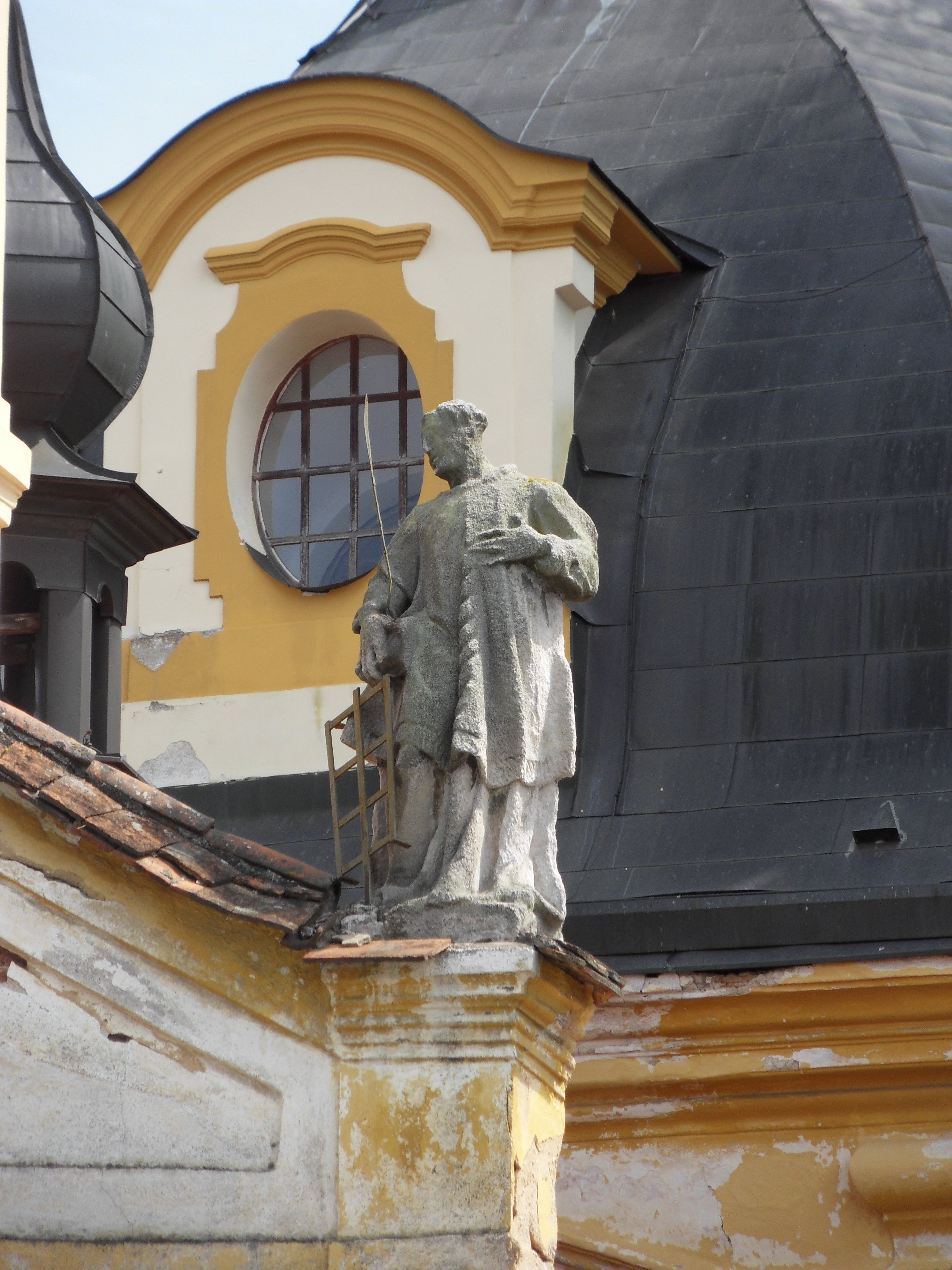
Socha světce na západním průčelí
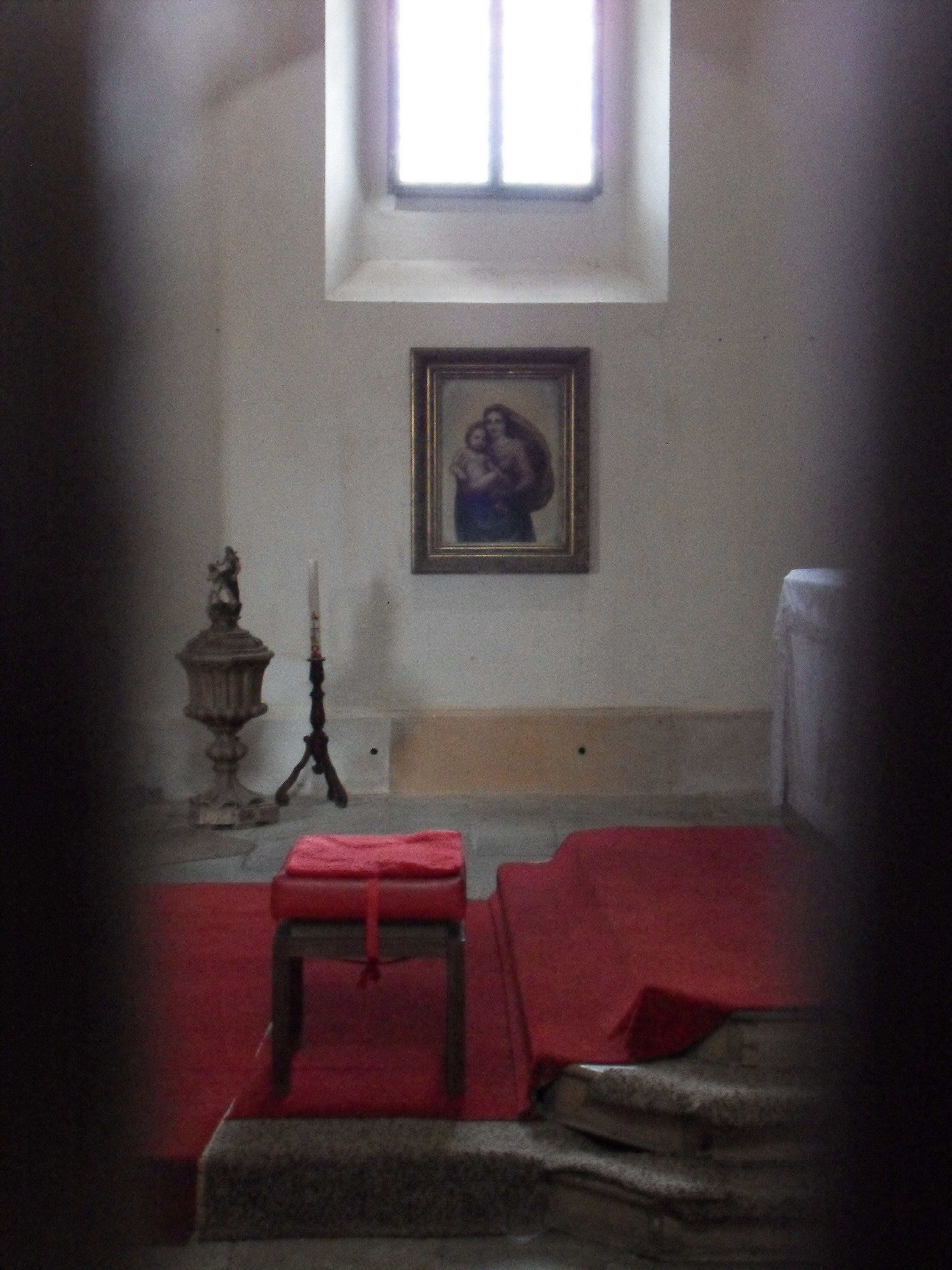
Kamenná křtitelnice u severní stěny
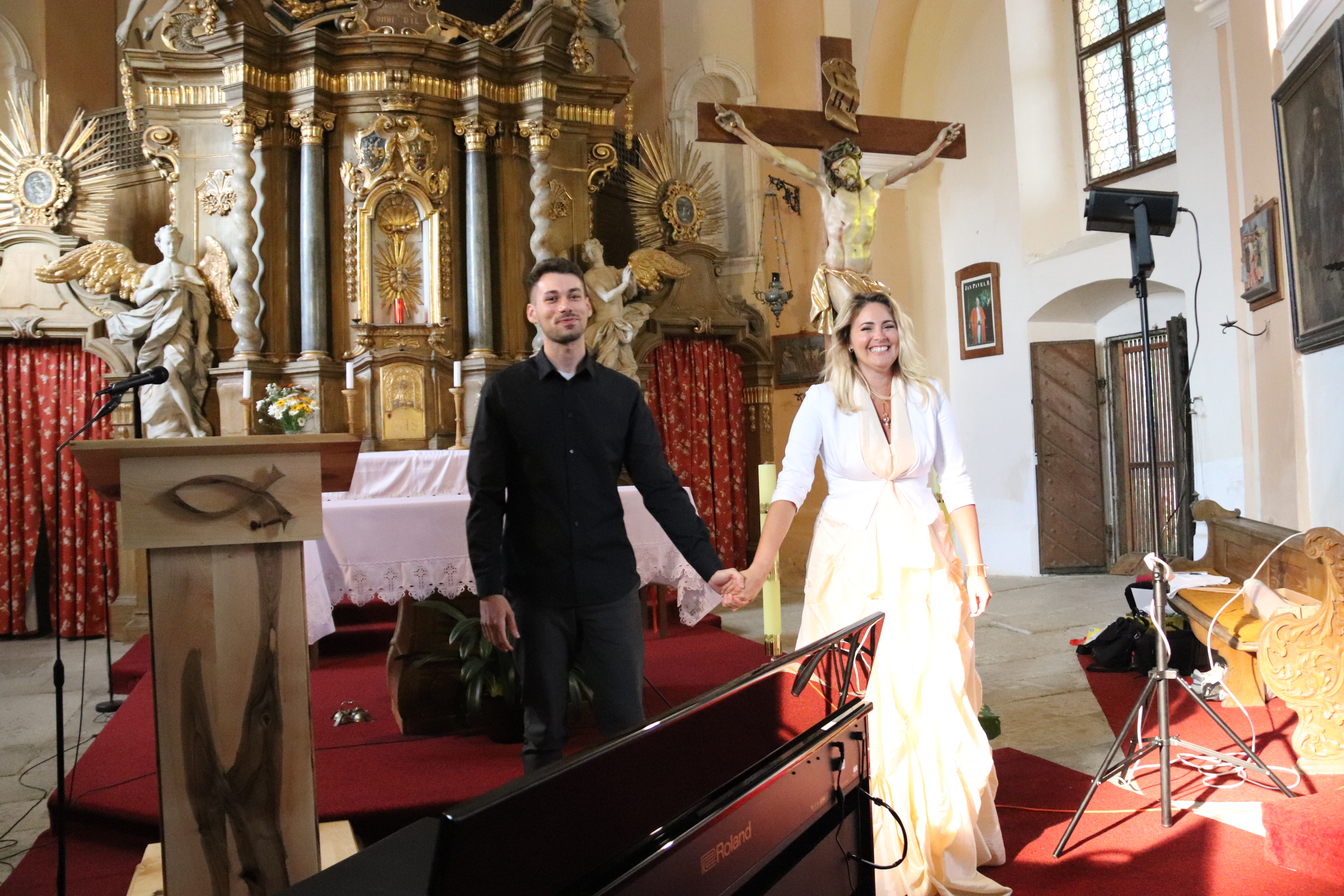
Pohled na hlavní oltář